# Celsius (Mondkrater)
Celsius ist ein kleiner Einschlagkrater in den bergigen Regionen der Südhalbkugel des Mondes. Er liegt weniger als einen Kraterdurchmesser südsüdwestlich des Kraters Zagut und nördlich des Kraters Büsching.
Der südwestliche Rand ist durch mehrere (später entstandene) kleinere Krater zerstört. Eine talähnliche Struktur scheint Celsius mit Celsius A zu verbinden.
Einige weitere kleine Krater in der Nähe werden Celsius A, Celsius B, ... genannt. Celsius H liegt innerhalb von Celsius.
| Buchstabe | Position           | Durchmesser | Link |
| --------- | ------------------ | ----------- | ---- |
| A         | 32,99° S, 20,47° O | 12 km       |      |
| B         | 34,66° S, 19,61° O | 6 km        |      |
| D         | 34,77° S, 19,05° O | 19 km       |      |
| E         | 32,93° S, 20,03° O | 9 km        |      |
| H         | 33,87° S, 20,08° O | 5 km        |      |